# Western Women's Hockey League
Western Women's Hockey League (WWHL), som bildades 2004 är en av de två högsta serier inom ishockey för damer i Kanada. Ligan består av lag från Kanada och USA och dess huvudkontor ligger i Vancouver och drivs av Recreation Sports Management Inc.

## Samtliga lag i WWHL
| Lag                       | Stad                  | Hemmaarena                         |
| ------------------------- | --------------------- | ---------------------------------- |
| British Columbia Breakers | Vancouver             | -                                  |
| Calgary Oval X-Treme      | Calgary               | Olympic Oval                       |
| Edmonton Chimos           | Edmonton              | River Cree Twin Arenas             |
| Manitoba Maple Leafs      | Winnipeg              | MTS Iceplex                        |
| Minnesota Whitecaps       | Saint Paul, Minnesota | Varierar, ingen uttalad hemmaarena |
| Saskatchewan Prairie Ice  | Lumsden, Saskatchewan | -                                  |
| Strathmore Rockies        | Strathmore, Alberta   | Strathmore Family Center Arena     |

## Medaljörer
| Säsong    | Guld                 | Silver               |
| --------- | -------------------- | -------------------- |
| 2004/2005 | Calgary Oval X-Treme | Edmonton Chimos      |
| 2005/2006 | Calgary Oval X-Treme | Minnesota Whitecaps  |
| 2006/2007 | Calgary Oval X-Treme | Minnesota Whitecaps  |
| 2007/2008 | Calgary Oval X-Treme | Minnesota Whitecaps  |
| 2008/2009 | Minnesota Whitecaps  | Calgary Oval X-Treme |
| 2009/2010 | Minnesota Whitecaps  | Strathmore Rockies   |
| 2010/2011 | -                    | -                    |

### Lagens officiella webbplatser
- Calgary Oval X-Treme
- Edmonton Chimos
- Minnesota Whitecaps
- Strathmore Rockies
- Manitoba Maple Leafs